# Polia unicolor
Polia unicolor là một loài bướm đêm trong họ Noctuidae.